# Габровица при Комну
Габровица при Комну (словен. Gabrovica pri Komnu, итал. Gabrovizza) је насељено место у општини Комен, Обално-Крашка регија, Словенија.

## Историја
До територијалне реорганизације у Словенији била је у саставу старе општине Сежана.

## Становништво
У попису становништва из 2011. године, Габровица при Комну је имала 120 становника.
| Број становника према пописима | Број становника према пописима | Број становника према пописима |
| ------------------------------ | ------------------------------ | ------------------------------ |
| 1991                           | 2002                           | 2011                           |
| 146                            | 125                            | 120                            |